# (13039) Awashima
(13039) Awashima ist ein Asteroid des Hauptgürtels, der am 27. März 1990 von den japanischen Astronomen Kin Endate und Kazurō Watanabe am Kitami-Observatorium (IAU-Code 400) in Kitami, Unterpräfektur Okhotsk in Hokkaidō in Japan entdeckt wurde.
Der Asteroid wurde am 13. November 2008 nach der kleinen japanischen Insel Awashima in der Präfektur Niigata auf der Hauptinsel Honshū benannt.